# حصار عسقلان (1247)
حصار عسقلان حدثت في عام 1247 من قبل السلطان الأيوبي الصالح أيوب ضد حامية الفرسان في عسقلان، مما أدى إلى سيطرة الأيوبيين على المدينة.

## خلفية
بعد فترة وجيزة من الحملة الصليبية البارونية التي قادها ثيوبالد الأول ملك نافارا، تم إصلاح أسوار عسقلان، وبعد معركة غزة، هرب بعض الصليبيين إلى عسقلان. بعد فترة وجيزة من الحرب الأهلية بين الصالح أيوب والصالح عماد الدين إسماعيل، والتي انتهت بانتصار أيوب وتوطيد دمشق تحت سيطرته، وجه أيوب انتباهه الآن إلى الصليبيين. في 17 يونيو 1247، تم الاستيلاء على طبريا، وبعد ذلك بوقت قصير، سقط جبل طابور وقلعة كوكب الهوا في أيدي الأيوبيين. ثم سار المسلمون نحو عسقلان.

## الحصار
كانت تحصينات عسقلان في وضع جيد وكانت بها حامية قوية من فرسان الإسبتارية. طلب الفرسان المساعدة من مملكة قبرص وعكا. أرسل هنري الأول ملك قبرص أسطولاً من 8 قوادس و100 فارس وذهب إلى عكا، حيث انضموا إلى البحرية المتجمعة في عكا واتجهوا نحو عسقلان. جمع الأيوبيون أسطولاً من 21 سفينة حربية كانت تحاصر عسقلان، وأبحروا لمقابلة البحرية الصليبية، ولكن قبل حدوث أي اشتباك، اصطدمت عاصفة بالأسطول ودمرت العديد من السفن الإسلامية. أبحر الناجون عائدين إلى مصر.
تمكنت البحرية الصليبية من الوصول إلى عسقلان دون أن يصاب أحد بأذى وتزويد الحامية بالرجال والطعام. ومع ذلك، أجبر سوء الأحوال الجوية البحرية الصليبية على العودة إلى عكا، تاركة عسقلان لمصيرها. لم يكن لدى الأيوبيين أي معدات حصار، لكن حطام أسطولهم زودهم بالخشب لبناء أسلحة الحصار. قاموا ببناء كبش هدم وشقوا طريقهم إلى الجدران. في 15 أكتوبر، تمكنوا من دخول القلعة باستخدام نفق. فوجئ الصليبيون بالتوغل وقُتل أغلبيتهم وأسر البقية.

## العواقب
أمر أيوب بهدم عسقلان وتركها خرابًا. اختار أيوب عدم متابعة تقدمه. ذهب إلى القدس، وأصلح أسوارها، ثم توجه إلى دمشق لقضاء الشتاء هناك.